# N-232
La Carretera Nacional 232 (N-232) és una via de titularitat estatal que creua transversalment la península, des de Vinaròs, al nord del País Valencià fins a Cabañas de Virtus, a la província de Burgos.

## Traçat
La carretera N-232 comença a la N-340, en un creuament de semàfors als afores de Vinaròs, encara dins de la localitat.
Municipis que travessa a la Província de Castelló:
- Sant Jordi
- Traiguera
- La Jana
- Xert
- Port de Querol
- Morella
- Port de Torremiró
- La Pobla d'Alcolea

Municipis que travessa a la Província de Terol:
- Mont-roig de Tastavins
- Port de Mont-roig de Tastavins
- Alcanyís
- Híjar
- Azaila

Municipis que travessa a la Província de Saragossa:
- Quinto
- Fuentes de Ebro
- El Burgo de Ebro
- Saragossa
- Casetas
- Alagó
- Figueruelas
- Mallén

Municipis que travessa a Navarra:
- Tudela

Municipis que travessa a La Rioja:
- Alfaro
- Rincón de Soto
- Calahorra
- El Villar de Arnedo
- Varea
- Logronyo
- Fuenmayor
- Cenicero
- Torremontalbo
- Casalarreina

Municipis que travessa a la Província de Burgos:
- Pancorbo
- Santa María Rivarredonda
- Cubo de Bureba
- Busto de Bureba
- Quintanaélez
- Comudilla
- Oña
- Merindad de Valdivielso
- Incinillas
- Soncillo
- Cabañas de Virtus

I finalitza a la N-623, en sentit Santander.

## Autovia de la N-232
En el transcurs de la N-232, existeixen alguns trams a on ha estat desdoblada i convertida en autovia:
- Tram Miranda de Ebro - Saragossa, amb el nom d'A-68
- Tram Saragossa - Bilbao, amb el nom d'AP-68 (de pagament) (lleu variació del traçat)
- Tram Saragossa - Figueruelas, amb el nom d'A-68
- Tram Castejón - Cortes, amb el nom d'A-68
- Tram de circumval·lació de Logronyo, amb el nom de LO-20